# Rio Iapó
Rio Iapó är ett vattendrag i Brasilien.   Det ligger i delstaten Paraná, i den södra delen av landet, 1 000 km söder om huvudstaden Brasília.
Trakten runt Rio Iapó består till största delen av jordbruksmark. Runt Rio Iapó är det mycket glesbefolkat, med 7 invånare per kvadratkilometer.